# Битва при Касталье (1813)
В битве при Касталье 13 апреля 1813 года англо-испано-сицилийские войска под командованием генерал-лейтенанта сэра Джона Мюррея сражались с французской армией Валенсии и Арагона маршала Луи Габриэля Сюше. Войска Мюррея успешно отразили серию французских атак на их позиции на вершине холма, заставив Сюше отступить. Сражение произошло во время Пиренейских войн, являющихся частью наполеоновских войн. Касталья находится в 35 километрах к северо-западу от Аликанте в Испании.
Генерал Артур Уэлсли, маркиз Веллингтон, хотел помешать Сюше укрепить другие французские армии в Испании. Он поручил эту задачу Мюррею, чья армия насчитывала более 18 тыс. солдат союзников. Манёвры Мюррея были неэффективными и побудили Сюше атаковать его. Французский маршал напал на испанские войска, нанеся им тяжёлые потери. После этого Сюше сосредоточился на сокрушении Мюррея. 12 апреля один из британских бригадиров, Фредерик Адам, провёл великолепный арьергардный бой, позволив Мюррею собрать свою армию в надёжной оборонительной позиции возле Кастальи. 13-го атаки Сюше были отражены с большими для него потерями британскими войсками под командованием Адама и Джона Маккензи и испанскими войсками во главе с Сэмюэлем Фордом Уиттингемом. Французы отступили, а Мюррей не стал их преследовать.

## Предыстория
Сюше был единственным маршалом Наполеона, получившим свой жезл благодаря победам в Испании. Однако он избегал сотрудничества с другими французскими командирами и вёл себя так, будто провинции Арагон и Валенсия были его частным королевством. Тем не менее, генерал Артур Уэлсли, маркиз Веллингтон знал, что если силы Сюше вмешаются в сражения в центральной и северной Испании, ситуация может обернуться против британцев. Поэтому Веллингтон потребовал, чтобы на восточном побережье Испании осуществлялась высадка войск, которые отвлекли бы внимание Сюше.
С начала лета 1812 года англо-сицилийские силы в составе 8 тыс. человек, к которым присоединились около 6 тыс. испанских солдат из Менорки, заняли порт Аликанте на восточном побережье Испании. В феврале 1813 года Мюррей был назначен командующим армией в 18 тыс. человек.

## Перед битвой
В начале апреля, после серии нерешительных манёвров, Мюррей отправил свою небольшую армию в Вильену, к северо-западу от Аликанте. Тем временем Сюше решил застать врасплох британского генерала и его испанских союзников. Французский маршал разделил свои силы на две колонны, направив одну из них под командованием дивизионного генерала Жана Изидора Ариспа атаковать испанские войска в Екла, а вторая под личным командованием Сюше начала наступление на силы Мюррея в Вильене.
11 апреля 1813 года Арисп атаковал генерала Михареса и его войско в 3 тыс. мурсийцев в Екла. В результате внезапного нападения, во главе которого были 4-й гусарский и 24-й драгунский полки, испанские войска были разбиты, потеряв 400 человек убитыми и 1 тыс. пленными. Два пехотных батальона были практически уничтожены. Французы признали потерю 18 человек убитыми и 61 ранеными.
Мюррей узнал о разгроме в полдень того дня. Он немедленно отступил в сторону Аликанте, оставив бригаду в 2,2 тыс. человек под командованием полковника Фредерика Адама на перевале Бьяр для прикрытия отступления. Утром 12 апреля Сюше захватил испанский батальон под Вильеной и отправился преследовать Мюррея. В Бьяре французы настигли арьергард Адама, но не смогли справиться с бригадой, состоявшей из англичан, солдат Королевского германского легиона, итальянцев и испанцев. В блестящем пятичасовом бою Адам успешно отбил атаки своих французских преследователей, позволив Мюррею довести свою армию до Кастальи. В одном эпизоде сражения кавалерия Сюше помчалась за врагом после того, как вытеснила солдат союзников из Бьяра, но попала в засаду, устроенную тремя ротами 2-го батальона 27-го пехотного полка. Во время сражения французы потеряли около 300 человек, а Адам потерял 260 убитых и раненых и 41 пропавшего без вести. Британский полковник был вынужден бросить две из четырёх своих пушек.

## Битва
Армия Мюррея состояла из 18 716 человек, организованных в авангард, две англо-итальянские дивизии, две испанские дивизии, кавалерию и артиллерию. Авангард под командованием Адама состоял из 1179 человек в трёх батальонах и нескольких отдельных отрядах. 1-я дивизия генерал-лейтенанта Уильяма Генри Клинтона насчитывала 4036 человек в пяти батальонах. Генерал Джон Макензи имел под своим началом 4045 солдат в пяти батальонах. 1-я испанская дивизия полковника Сэмюэля Форда Уиттингема имела 3901 военнослужащего в шести батальонах, а во 2-й испанской дивизии генерала Филиппа Роша было 4019 человек в пяти батальонах. В девяти эскадронах было 1036 кавалеристов. 30 орудий обслуживали примерно 500 артиллеристов.
Позиция союзников у Кастальи была сильна тем, что находилась на гребне холма, увенчанном замком, который возвышался над глубоким руслом реки. Отрог, выступающий из хребта, заставлял атакующих разделить свои силы. Бурный поток защищал правый фланг союзников. Мюррей поставил испанскую дивизию Уиттингема на левом фланге. Бригада Адама удерживала центр слева, а дивизия Маккензи центр справа. На правом фланге британский командующий разместил дивизию Клинтона. Часть дивизии генерала Роша была размещена перед Клинтоном, создавая кавалерийский заслон. Остальные части солдат Роша и кавалерии находились за замком Кастальи в резерве.
У Сюше была одна кавалерийская и три пехотные дивизии. Дивизионный генерал Андре Жозеф Буссар командовал 1424 всадниками в восьми эскадронах. В отсутствие дивизионного генерала Луи Франсуа Феликса Мюнье бригадный генерал Луи Бенуа Робер возглавлял 5084 солдата 1-й дивизии в восьми батальонах. 2-я дивизия Ариспа насчитывала 4052 военнослужащих в шести батальонах, а в 3-ю дивизию генерала дивизии Пьера Жозефа Абера входило 2722 солдата в четырёх батальонах. У французов было 282 артиллериста и 24 артиллерийских орудия.
Сюше планировал направить Робера и Абера в центр Мюррея. Тем временем пять рот вольтижёров должны были угрожать крайнему левому флангу союзников, а конница Буссара должна была охватить правый фланг врага. Дивизия Ариспа была в резерве. Французы ожидали, что сильный удар заставит испанскую и итальянскую пехоту бежать. Перед началом сражения Мюррей приказал Уиттингему сместить свою дивизию на запад, чтобы противостоять правому флангу французов. Уиттингем начал выполнять указания, открыв тем самым брешь в центре.
В полдень 13 апреля французские войска двинулись вперед. Робер атаковал пятью колоннами. По собственной инициативе Уиттингем проигнорировал свой приказ и вернул дивизию обратно в исходное положение. Он направил один батальон для борьбы с вольтижёрами. Три правых колонны Робера, вместе со стрелками, были отбиты испанцами Уиттингема. Две крайние левые колонны натолкнулись на Адама и тоже были отброшены. В короткой мушкетной перестрелке с близкого расстояния 2-й батальон 27-го пехотного полка Адама, развёрнутый в линию, вывел из строя 369 человек в атакующей колонне 121-го линейного пехотного полка. Наступление Абера было остановлено Маккензи, а кавалеристы Буссара не могли перебраться через бурный и глубокий поток.
Учитывая, что атаки его пехоты были отбиты, кавалерия застряла на одном фланге, и сильно уступая противнику по численности войска, Сюше оказался в трудном положении. Мюррей, однако, действовал слишком медленно, чтобы в полной мере воспользоваться своим успехом, и французы смогли отступить почти без потерь. Арьергард Сюше умело защищал Бьяр и позволил французам уйти с небольшими потерями.

## Итог
Союзные войска потеряли 440 человек. Потери Уиттингема составили 233 человек, Адама 70, а Маккензи 47. Сюше признал потерю 800 человек в Екла, Бьяре и Касталье, но эта цифра, скорее всего, слишком преуменьшена. Мюррей утверждал, что неприятель потерял 2,5 тыс. человек. Более вероятная цифра французских потерь в Касталье — порядка 1,3 тыс. человек. Мюррей не смог извлечь выгоду из своей победы, продолжив отступление в Аликанте. Следующим сражением была осада Таррагоны.